# Gust

Papilă gustativă

Sistemul gustativ sau simțul gustului este sistemul senzorial care este parțial responsabil de percepția gustului (aroma). Gustul este percepția produsă sau stimulată atunci când o substanță din gură reacționează chimic cu celulele receptorilor gustativi situate pe papilele gustative din cavitatea bucală, mai ales pe limbă. Gustul, împreună cu stimularea olfactivă și a nervului trigemen (înregistrarea texturii, durerii și temperaturii), determină aromele alimentelor și ale altor substanțe. Oamenii au receptori gustativi pe papilele gustative și în alte zone, inclusiv pe suprafața superioară a limbii și pe epiglotă. Cortexul gustativ este responsabil de percepția gustului.
Limba este acoperită cu mii de umflături mici numite papillae, care sunt vizibile cu ochiul liber. În fiecare papilla se află sute de papile gustative. Excepție de la aceasta sunt papile filiforme care nu conțin papilele gustative. Există între 2000 și 5000 papile gustative care sunt situate pe partea din spate și din față a limbii. Altele sunt situate pe acoperiș, pe părțile laterale și din spatele gurii și în gât. Fiecare papilă gustativă conține 50 până la 100 de celule receptoare ale gustului.
Receptorii gustativi din gură simt cele cinci tipuri de gust: dulce, acru, sărat, amar și umami (cunoscut și sub numele de savuros). Experimentele științifice au demonstrat că aceste cinci gusturi există și sunt distincte unele de altele. Papilele gustative sunt capabile să distingă între diferite gusturi prin detectarea interacțiunii cu diferite molecule sau ioni. Gusturile dulce, umami și amar sunt declanșate de legarea moleculelor de receptorii cuplați cu proteinele G de pe membranele celulare ale papilelor gustative. Salinitatea și aciditatea (sărat și acru) sunt percepute atunci când ionii de metale alcaline sau de hidrogen intră în papilele gustative.
Tipurile de gust de bază contribuie doar parțial la senzația și aroma alimentelor în gură — alți factori includ mirosul detectat de epiteliul olfactiv al nasului; textura, detectată printr-o varietate de receptori mecanici, nervi musculari etc.; temperatura, detectată de receptori termici; și „prospețimea” (cum ar fi mentol) și „fierbințeala” (gustul picant), prin chemestezie.
Deoarece sistemul gustativ simte atât lucrurile dăunătoare, cât și cele benefice, toate tipurile de bază ale gustului sunt clasificate fie ca fiind aversive sau apetitive, în funcție de efectul pe care îl au asupra corpului. Dulceața ajută la identificarea alimentelor bogate în energie, în timp ce amărăciunea servește ca un semn de avertizare al otrăvurilor.
La oameni, percepția gustului începe să se estompeze la o vârstă mai înaintată din cauza pierderii papilelor limbii și a scăderii generale a producției de salivă. Oamenii pot avea, de asemenea, distorsiuni ale gusturilor ( disgeuzie ). Nu toate mamiferele împărtășesc aceleași tipuri de gust: unele rozătoare pot gusta amidon (ceea ce oamenii nu pot), pisicile nu pot gusta dulceața și alte câteva carnivore, inclusiv hiene, delfini și leii de mare, și-au pierdut capacitatea de a simți până la patru dintre cele cinci tipuri ancestrale de gust.